# Tyler Johnson
Angelo Fernandes é um ator, publicitário e músico brasileiro.

## Carreira
Sua estreia no Cinema nacional foi em: De Pernas pro Ar  3 (2019) de Julia Rezende, no papel de Douglas. Em 2021 Ganhou notoriedade ao interpretar o íder abolicionista Luiz Gama na fase jovem, dirigido por Jeferson De. O filme foi premiado como Melhor Filme no Prêmio Arcanjo (2021) e Melhor filme Pelo Juri Popular Festival Ojoloco- França (2023). Em 2023 se destaca em "Mussum - o Filmis" de Silvio Guindane interpretando Bigode, um dos fundadores do grupo Originais do Samba e melhor amigo de Mussum (Yuri Marçal) o filme fez sua estreia no festival de Cinema de Gramado e foi o maior premiado do Festival, com seis Kikitos e um menção honrosa, incluindo o de Melhor filme e Melhor Filme Pelo Puri Popular.